# Sezonowa miłość (film)
Sezonowa miłość – polski film niemy z 1918 roku, będący ekranizacją powieści Gabrieli Zapolskiej. W porównaniu z pierwowzorem literackim, zmienione zostały nazwiska postaci. Film nie zachował się do naszych czasów.

## Obsada
- Kazimierz Junosza-Stępowski – aktor Darski
- Halina Bruczówna – Anna
- Tadeusz Skarżyński – mąż Anny
- Maria Brydzińska – Rena, córka Anny
- Lucyna Truszkowska – aktorka
- Marceli Trapszo – doktor